# Ille
L'Ille (en bretó Ill) és un riu de Bretanya, al nord-oest de França que desguassa al riu Vilaine a la ciutat de Rennes.
És un riu petit, només fa 45 km, i és més conegut perquè dona nom, juntament amb el Vilaine, al departament d'Ille i Vilaine (35).
L'Ille enllaça amb el riu Rance (canal d'Ille i Rance) i permet la navegació entre el canal de la Mànega i l'oceà Atlàntic, passant per Rennes.